# Cat on a Hot Tin Roof
Cat on a Hot Tin Roof (br: Gata em Teto de Zinco Quente; pt: Gata em Telhado de Zinco Quente) é uma peça do dramaturgo estadunidense Tennessee Williams, e vencedora do prêmio Pulitzer.

## Resumo da peça
É o aniversário de Big Daddy e a família está reunida à volta dele. Ele não sabe mas está a morrer e o único que não quer esconder isso dele é o filho mais novo, Brick. Brick é um antigo atleta de futebol americano que de momento está de muletas devido a um acidente enquanto bêbado. Maggie, a mulher dele pensa que a razão porque ele bebe é para esquecer que rejeitou os avanços do melhor amigo e que isso o levou ao suicídio. Isto é o ponto de partida para uma noite que ninguém vai esquecer.

## Encenações

### No Brasil
Uma das encenações efetuadas no Brasil foi constituída pelo seguinte elenco:
- Vera Fischer .... Maggie "A Gata" Pollitt
- Floriano Peixoto .... Brick Pollitt
- Ítalo Rossi .... Harvey "Paizão" Pollitt
- Mário Borges .... Gooper Pollitt
- Betty Erthal .... mãe Pollitt
- Ivone Hoffmann .... Ida "Mãezona" Pollitt
- Marcos Matheus… Dr. Willians

## No cinema
A mais famosa das adaptações cinematográficas da peça é a protagonizada por Elizabeth Taylor e Paul Newman, e realizada por Richard Brooks em 1958. Esta adaptação ficou célebre por simplificar os acontecimentos da peça, em especial o sugerido desejo de Brick pelo seu amigo.